# Famille de Karin
La famille de Karin (ou parfois cluster de Karin) est une sous-famille de la famille de Coronis. Elle se compose d'au moins 90 astéroïdes de la ceinture principale. Il s'agit d'une famille de formation récente dont a on a pu calculer les orbites passées de 13 de ses membres et montrer leur convergence vers une orbite commune correspondant à celle du corps parent.
La famille tient son nom de son membre le plus important, (832) Karin, qui a un diamètre d'environ 19 km. Cet astéroïde représente environ 15-20 % de la masse du corps d'origine qui avait un diamètre estimé de 33 km. (832) Karin est un astéroïde de type S. On a d'abord pensé que (4507) Petercollins pouvait également être un membre de cette famille, mais il a été identifié en 2004 comme un intrus. Les autres membres ont des diamètres allant de 1 à 7 km.
On estime que la famille de Karin a été créé il y a 5,8 ± 0,2 millions d'années, ce qui en fait la collision d'astéroïdes connue la plus récente. Parce que les surfaces de ses membres ont été relativement épargnées, l'analyse spectroscopique peut en dire beaucoup aux scientifiques sur leur composition, et pourrait apporter du nouveau sur la question de savoir à quel point les astéroïdes et les météorites sont étroitement liés. Le fait que nous savons à quel moment leur surface a été formée est également utile pour déterminer le taux de formation des cratères sur les astéroïdes. On estime que, dans près de 100 millions d'années, la famille se sera dispersée à un degré tel qu'elle ne pourra pas être distinguée de la population générale d'astéroïdes.
La famille peut être à l'origine de l'une des bandes de poussière interplanétaire découvertes par le satellite IRAS, et a peut-être aussi généré des météorites ayant des compositions conformes aux astéroïdes de type S et des expositions aux rayons cosmiques datant de quelque 5,8 millions d'années.
Une étude du cluster Karin a pour la première fois permis de détecter l'effet Yarkovsky dans les astéroïdes de la ceinture principale.